# Vladimir Krylov
Vladimir Valentinovich Krylov (Sengiley, 26 de fevereiro de 1964) é um ex-atleta e velocista soviético.
Campeão europeu dos 200 m em 1986, no ano seguinte conquistou uma medalha de prata no Campeonato Mundial de Atletismo de 1987, disputado em Roma, integrando o revezamento 4x100 m soviético. Também como integrante do revezamento, foi campeão olímpico em Seul 1988, junto com os compatriotas Viktor Bryzhin, Vladimir Muravyov e Vitaly Savin.